# ジンバブエ・ゴールド
ジンバブエ・ゴールド（英語: Zimbabwe Gold）は、2024年4月より流通しているジンバブエの法定通貨である。略称はZiG。その価値は主に金によって裏付けされているとしており、それが事実であれば2024年現在唯一の金本位制通貨と言える。導入時の為替レートは1米ドル = 13.56 ZiG 。補助単位はセントだが、1ZiG未満の通貨は発行されていない。

## 概要
ジンバブエ・ゴールドは、ハイパーインフレーションによって価値を失ったRTGSドル（ジンバブエ・ドル）に代わって2024年4月5日に発表され、4月8日より導入された。旧通貨のRTGSドルとの交換期限は21日間に設定されている。なお通貨バスケット制は引き続き維持される。
ZiGは元々金本位制のデジタルトークンとして2023年4月に導入され、2023年10月5日に法定通貨として認められていた。このデジタルトークンのZiGはGBDTという投資商品として残る。
ZiGが法定通貨として導入された当初は、紙幣・硬貨共に未発行（製造は行われていた）で、事実上暫定的にデジタル決済（キャッシュレス）のみの法定通貨としての導入となった。2024年5月1日からは紙幣と硬貨が発行された。
ジンバブエは前述のハイパーインフレの経験から自国通貨への信用が非常に低く、ジンバブエ・ゴールドの導入後も全ての取引の60%が米ドルで行われ続けている他、2024年夏に深刻化した国内の旱魃に起因する食糧不足などからインフレーションが加速し、実勢レートが1ドル = 30 ZiG前後まで悪化しているばかりか、同年9月には国内の農家団体に対しジンバブエ政府から支払われる交付金の25%をジンバブエ・ゴールドで支払う事に反発し、全額を外貨で支払うよう要求する事態が発生するなど、国民からの自国通貨の信用はほとんど回復しておらず、ジンバブエ政府も通貨価値の維持に苦慮している。

## 紙幣
10ZiG、20ZiG、50ZiG、100ZiG、200ZiGの5種類。流通開始時に発行されたのは10ZiG、20ZiGの2種類のみで、50ZiG以上の券種はインフレの加速を憂慮して発行が延期されている。
当初は1ZiG、2ZiG、5ZiGの券種も発行が計画され印刷まで行われていたが、いずれも同額面の硬貨が存在している為か発行が棚上げされている。
これらの紙幣のデザインは全券種共通であり、表面のデザインは先々代のジンバブエ・ドル、先代のRTGSドルに用いられていたものと同じバランシング・ロックス（重なる3つの岩）、裏面のデザインは12個の金塊と金の鋳造のイメージとなっている。表面から見て右側には透かしが入っており、表面右下にはQRコードが印刷されている。

## 硬貨
1ZiG、2ZiG、5ZiGの3種類。また将来的には1/10ZiG、1/4ZiG、1/2ZiGが導入される計画である（2024年4月時点）。
| 額面  | 材質               | サイズ(mm) | 重量(g) | 表面         | 裏面                     | 発行日    |
| ----- | ------------------ | ---------- | ------- | ------------ | ------------------------ | --------- |
| 1 ZiG | ニッケルメッキ鋼鉄 | 20.0       | 3.68    | ジンバブエ鳥 | グロリオサ               | 2024.4.30 |
| 2 ZiG | ニッケルメッキ鋼鉄 | 21.5       | 5.3     | ジンバブエ鳥 | グレート・ジンバブエ遺跡 | 2024.4.30 |
| 5 ZiG | ニッケルメッキ鋼鉄 | 24.5       | 7.5     | ジンバブエ鳥 | ヴィクトリアの滝         | 2024.4.30 |